# Jesús Gallardo
Jesús Daniel Gallardo Vasconcelos (Cárdenas, 15 augustus 1994) is een Mexicaanse voetballer die doorgaans als middenvelder speelt. Hij verruilde Pumas UNAM in juli 2018 voor Monterrey. Gallardo debuteerde in 2016 in het Mexicaans voetbalelftal .

## Carrière
Gallardo stroomde door vanuit de jeugd van Pumas UNAM. Hiervoor debuteerde hij op 17 september 2014 in het eerste elftal, tijdens een wedstrijd in de Copa MX uit tegen Deportivo Toluca (2–2). Hij speelde de hele wedstrijd en bracht Pumas UNAM in de 56e minuut op 2–1. Gallardo's debuut in de Primera División volgde op 23 november 2014. Zijn team won die dag thuis met 4–2 van Monterrey. Na een debuutseizoen met redelijk wat speeltijd kwam Gallardo in 2015/16 amper in de plannen van coach Guillermo Vázquez voor. Toen die plaatsmaakte voor Francisco Palencia veranderde dat totaal. Gallardo miste in zowel seizoen 2016/17 als 2017/18 geen wedstrijd.
Gallardo verruilde Pumas UNAM in juli 2018 voor Monterrey, waar hij vanaf het begin het vertrouwen van zijn coaches kreeg. Hij won in 2019 zowel het landskampioenschap, de nationale beker als de CONCACAF Champions League met zijn ploeggenoten en behoorde bij het behalen van alle drie deze prijzen steevast tot de basiself van zijn team. Dat was ook het geval toen Monterrey en hij de CONCACAF Champions League in 2021 nog een keer veroverden.

## Clubstatistieken
| Seizoen     | Club        | Competitie       | Competitie | Competitie | Beker | Beker | Internationaal | Internationaal | Totaal | Totaal |
| Seizoen     | Club        | Competitie       | Wed.       | Dlp.       | Wed.  | Dlp.  | Wed.           | Dlp.           | Wed.   | Dlp.   |
| ----------- | ----------- | ---------------- | ---------- | ---------- | ----- | ----- | -------------- | -------------- | ------ | ------ |
| 2014/15     | Pumas UNAM  | Primera División | 13         | 0          | 8     | 1     | —              | —              | 21     | 1      |
| 2015/16     | Pumas UNAM  | Primera División | 1          | 0          | 4     | 0     | 2              | 0              | 7      | 0      |
| 2016/17     | Pumas UNAM  | Primera División | 34         | 6          | 0     | 0     | 5              | 2              | 39     | 8      |
| 2017/18     | Pumas UNAM  | Primera División | 34         | 5          | 5     | 2     | —              | —              | 39     | 7      |
| Club totaal | Club totaal | Club totaal      | 82         | 11         | 17    | 3     | 7              | 2              | 106    | 16     |
| 2018/19     | Monterrey   | Primera División | 42         | 4          | 7     | 1     | 8              | 2              | 57     | 7      |
| 2019/20     | Monterrey   | Primera División | 32         | 5          | 8     | 1     | 0              | 0              | 40     | 6      |
| 2020/21     | Monterrey   | Primera División | 32         | 0          | 0     | 0     | 6              | 1              | 38     | 1      |
| 2021/22     | Monterrey   | Primera División | 34         | 3          | 0     | 0     | 0              | 0              | 34     | 3      |
| 2022/23     | Monterrey   | Primera División | 32         | 6          | 0     | 0     | 0              | 0              | 32     | 6      |
| Club totaal | Club totaal | Club totaal      | 172        | 18         | 15    | 2     | 14             | 3              | 201    | 23     |

Bijgewerkt t/m 11 juli 2023

## Interlandcarrière
Gallardo debuteerde op 9 oktober 2016 in het Mexicaans voetbalelftal. Dat speelde die dag een met 2–1 gewonnen oefeninterland, thuis tegen Nieuw-Zeeland. Hij maakte in 2017 deel uit van de Mexicaanse ploeg die tot de halve finale kwam op de Gold Cup. Twee jaar later won hij met Mexico de Gold Cup 2019. Op de Gold Cup 2021 bereikte hij met zijn landgenoten weer de finale. Gallardo maakte ook deel uit van de Mexicaanse ploeg op het WK 2018 en het WK 2022.

## Erelijst
| Competitie                | Aantal    | Jaren            |           |           |
| Monterrey                 | Monterrey | Monterrey        | Monterrey | Monterrey |
| ------------------------- | --------- | ---------------- | --------- | --------- |
| CONCACAF Champions League | 2x        | 2019, 2021       |           |           |
| Kampioen Liga MX          | 1x        | Apertura 2019/20 |           |           |
| Copa MX                   | 1x        | 2019/20          |           |           |
| Mexico                    |           |                  |           |           |
| CONCACAF Gold Cup         | 1x        | 2019             |           |           |

1 Andrada ·
3 Montes ·
5 Kranevitter ·
6 Gutiérrez ·
7 Funes Mori ·
8 Campbell ·
9 Janssen ·
10 Vergara ·
11 Meza ·
14 Aguirre ·
15 Moreno ·
16 Ortíz ·
17 Gallardo ·
18 Grijalva ·
19 Alvarado ·
20 Vegas ·
21 González ·
22 Cárdenas ·
23 Sánchez ·
24 Ramos ·
27 Parra ·
29 Rodríguez ·
33 Medina  ·
Coach: Aguirre
1 J. J. Corona ·
2 Ayala ·
3 Salcedo ·
4 Márquez ·
5 Gutiérrez ·
6 J.  Dos Santos ·
7 Layún ·
8 Fabián ·
9 Jiménez ·
10 G.  Dos Santos ·
11 Vela ·
12 Talavera ·
13 Ochoa ·
14 Hernández ·
15 Moreno ·
16 Herrera ·
17 J. M. Corona ·
18 Guardado  ·
19 Peralta ·
20 Aquino ·
21 Álvarez ·
22 Lozano ·
23 Gallardo ·
Coach: Osorio
1 Talavera ·
2 Araujo ·
3 Montes ·
4 E. Álvarez ·
5 Vásquez ·
6 Arteaga ·
7 Romo ·
8 Rodríguez ·
9 Jiménez ·
10 Vega ·
11 Funes Mori ·
12 Cota ·
13 Ochoa ·
14 Gutiérrez ·
15 Moreno ·
16 Herrera ·
17 Pineda ·
18 Guardado  ·
19 Sánchez ·
20 Martín ·
21 Antuna ·
22 Lozano ·
23 Gallardo ·
24 Chávez ·
25 Alvarado ·
26 K. Álvarez ·
Coach: Martino